# Base tenente Luis Carvajal Villaroel
La base tenente Luis Carvajal Villaroel  (in spagnolo Base Teniente Luis Carvajal Villaroel) è una base antartica estiva cilena localizzata nell'isola Adelaide nella penisola Antartica.
La struttura venne inaugurata nel 1961 dal Regno Unito con il nome di stazione T. Dopo una chiusura dal 1977 al 1982, nel 1984 la stazione è stata ceduta al Cile, che la utilizza come base estiva.

## Ubicazione

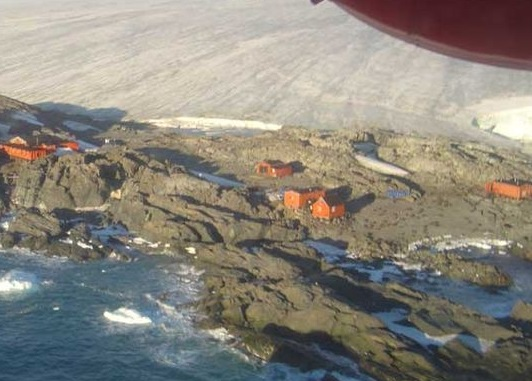
Una foto aerea della base.

Localizzata ad una latitudine di 67°54' sud e ad una longitudine di 68°54' ovest in una zona libera dai ghiacci la struttura si trova nei pressi di punta Rothera, dove sorge la base Rothera.

## Storia
Occupata continuamente da scienziati britannici dal 3 febbraio 1961 al 1º marzo 1977 la struttura ha svolto ricerche nel campo della glaciologia, della geologia e della meteorologia ed ha servito come snodo logistico per spedizioni nella zona.
L'abbandono della base fu determinato dal deterioramento delle condizioni della pista di atterraggio, e le operazioni vennero trasferite alla stazione R (oggi base Rothera).
La struttura venne trasferita al Cile il 14 agosto 1984 ribattezzata con il nome attuale. Utilizzata da allora soltanto durante la stagione estiva, l'attività è fortemente limitata dall'ulteriore deterioramento delle condizioni della pista di atterraggio, diventata ormai inservibile. La struttura è dunque rifornita soltanto via mare grazie agli sforzi della marina cilena.

## Struttura
Gli edifici originali erano conosciuti come Stephenson House in onore di A. Stephenson, supervisore della British Graham Land Expedition del 1934-37. Un ulteriore edificio chiamato Rymill House venne costruito nel marzo 1962. Un dormitorio separato, chiamato Hampton House venne inaugurato il 1º gennaio 1962. Ulteriori tende in plastica furono erette nel marzo 1967.